# Keshavtar
Keshavtar – gaun wikas samiti w zachodniej części Nepalu w strefie Gandaki w dystrykcie Tanahu. Według nepalskiego spisu powszechnego z 2001 roku liczył on 1054 gospodarstw domowych i 5423 mieszkańców (2910 kobiet i 2513 mężczyzn).